# Ålidhems församling
Ålidhems församling är en församling inom Svenska kyrkan i Södra Västerbottens kontrakt av Luleå stift. 
Församlingen ingår i Umeå pastorat och ligger i Umeå kommun, Västerbottens län.

## Administrativ historik
Ålidhems församling bildades 1971 genom en utbrytning ur Umeå stadsförsamling och var därefter till 1998 ett eget pastorat. 1998 utbröts ur församlingen Umeå Maria församling och därefter till 2006 var Ålidhems församling moderförsamling i pastoratet Ålidhem och Umeå Maria. Från 2006 till 2014 utgjorde församlingen ett eget pastorat. Från 2014 ingår församlingen i Umeå pastorat.

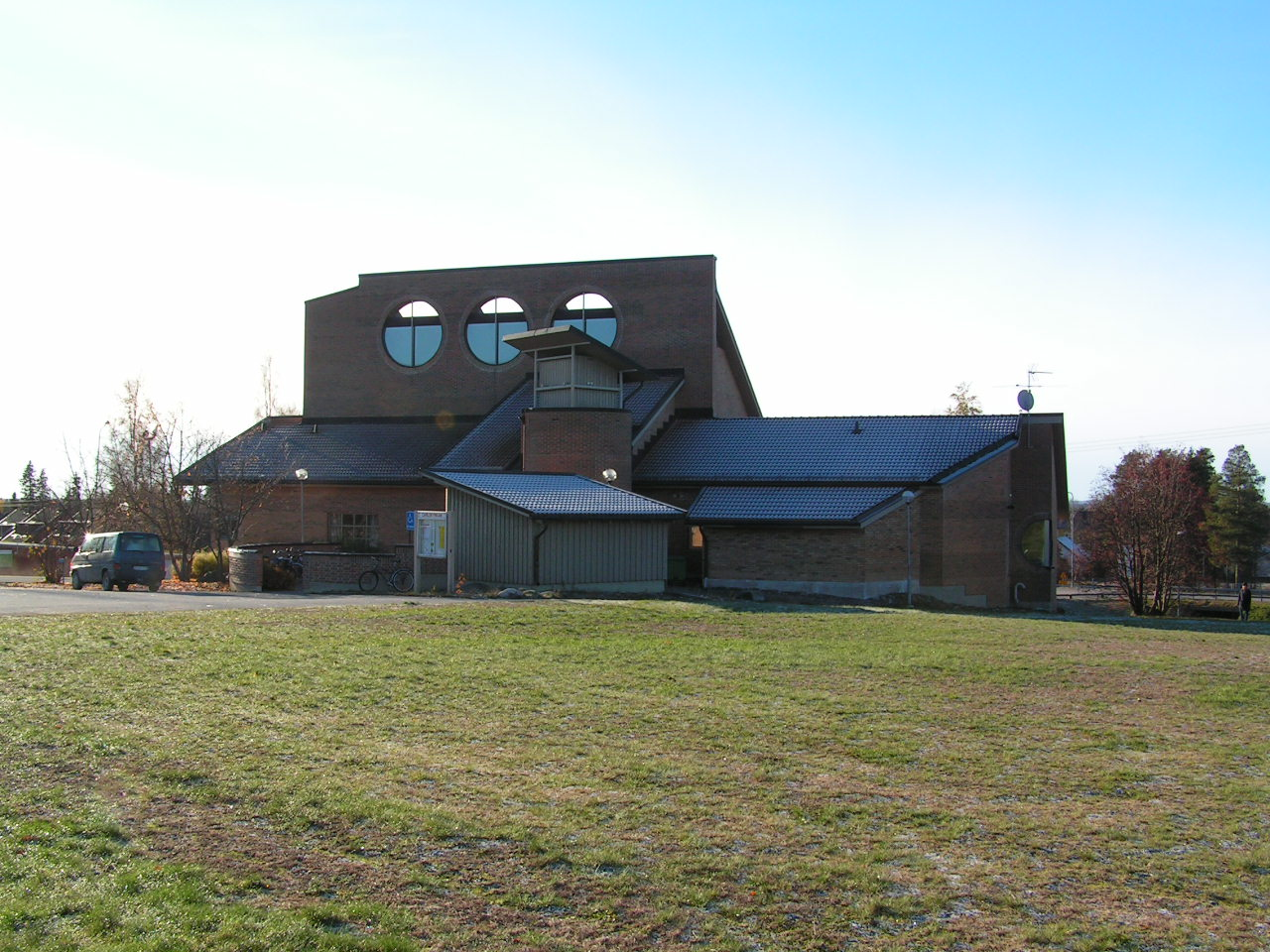
Carlskyrkan

## Areal
Ålidhems församling omfattade den 1 januari 1976 en areal av 39,0 kvadratkilometer, varav 32,3 kvadratkilometer land.

## Kyrkor
- Carlskyrkan
- Ålidhemskyrkan